# Calgacos
Calgacos (latinisé en Calgacus ou Galgacus) est une personnalité des Celtes de Calédonie, qui prend la tête en 83 ap. J.-C. de la coalition en guerre contre les Romains d'Agricola. Calgacos nous est connu par une mention de Tacite, dans la Vie d'Agricola.

## Protohistoire
Selon Tacite, le chef Calgacos aurait prononcé un discours enflammé devant 30 000 guerriers bretons rassemblés dans les monts Grampians, refusant la servitude et l'esclavage et les incitant à la résistance et à la guerre. Les Romains y sont qualifiés de « pilleurs du monde » (raptores orbis).
Son nom s'expliquerait par un vieux-celtique *kolg-, qui a fourni l’irlandais colg, calg, « pointe, épée » et signifierait donc « qui est doté d'une épée ».
« La flotte étant donc partie en avant pour répandre le ravage en plusieurs lieux, et semer ainsi une grande et vague terreur, Agricola, avec son armée sans bagages, à laquelle il avait joint les plus vaillants des Bretons, éprouvés par une longue paix, parvint au mont Grampius, que déjà couvraient les ennemis : car les Bretons, nullement abattus par l'événement du dernier combat, n'attendant plus que la vengeance ou l'esclavage, et sachant enfin que l'accord seul repousse le péril commun, avaient, par des ambassades et des confédérations, rassemblé les forces de toutes leurs cités. Déjà l'on voyait réunis plus de trente mille combattants ; toute la jeunesse accourait encore, et, de plus, les guerriers d'une vieillesse forte et vigoureuse, qui s'étaient illustrés à la guerre, et chacun portant ses insignes. Ce fut alors qu'un de leurs chefs, le plus distingué par sa valeur et par sa naissance, nommé Galgacus, parla, dit-on, en ces termes au milieu de la multitude assemblée, qui demandait le combat […] Ils reçurent cette harangue avec transport, et, selon la coutume des barbares, avec des chants, des frémissements et des clameurs discordantes. Déjà s'agitaient les bataillons et brillaient les armes des plus audacieux, qui se précipitaient en avant. En même temps leur armée se rangeait en bataille. »
— Tacite, Vie d'Agricola, 29 à 33.
La bataille du mont Graupius se termine par une défaite des Calédoniens, mais les Romains ne s’implanteront jamais en Écosse. Le sort de Calgacos est inconnu.

### Analyse du discours
Ce discours n'est pas authentique, les auteurs antiques inséraient toujours une harangue aux soldats avant chaque récit de bataille. C'était le moyen de brosser le tableau, mais au discours direct, de l'état de la réflexion stratégique au sein de chaque camp (valeurs défendues, objectifs poursuivis, arguments invoqués...). Tacite respecte ce schéma, hérité de la tradition historiographique, en plaçant ensuite une autre harangue dans la bouche d'Agricola.

### Wikisource
- Tacite, Vie d'Agricola